# Awaé (Esse)
Pour les articles homonymes, voir Awaé (homonymie).
Awaé est une localité de la région du Centre au Cameroun, localisée dans la commune d'Esse et le département de la Méfou-et-Afamba.

## Population
En 1965 Awaé comptait 153 habitants, principalement des Bamvele.
Lors du recensement de 2005, ce nombre s'élevait à 148.